# 賓利
宾利汽车有限公司（英語：Bentley Motors Ltd.）是一家發跡於英國的豪華房車和GT車的製造商，是由沃尔特·欧文·本特利（1888年－1971年）在1919年7月於英格蘭創立的，現為福斯集團奧迪旗下的子公司。賓利創辦人早年是以在第一次世界大戰中製造供應皇家空軍飛機引擎而聞名。

## 賓利獨立時期

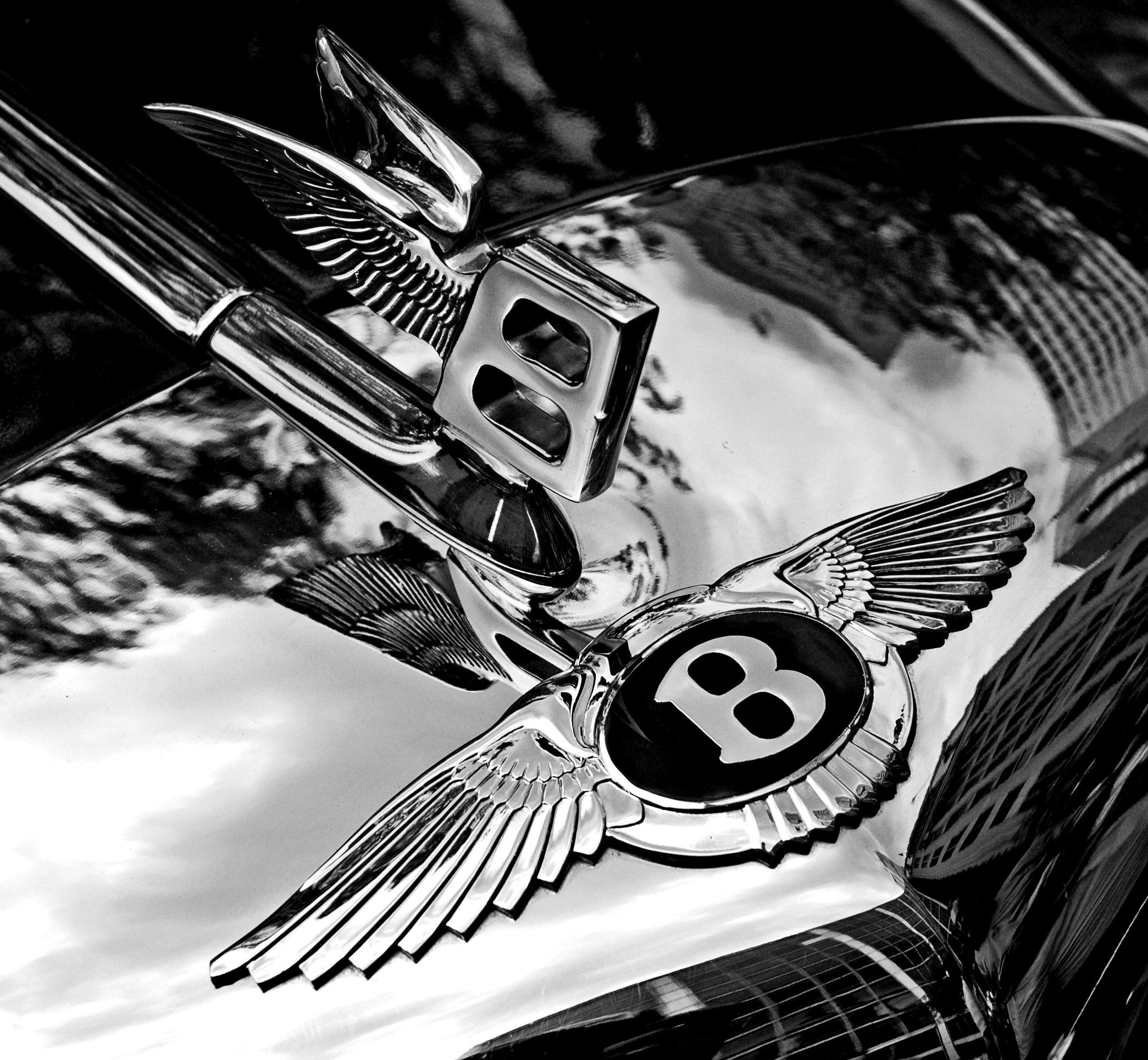
賓利車上的B字廠徽

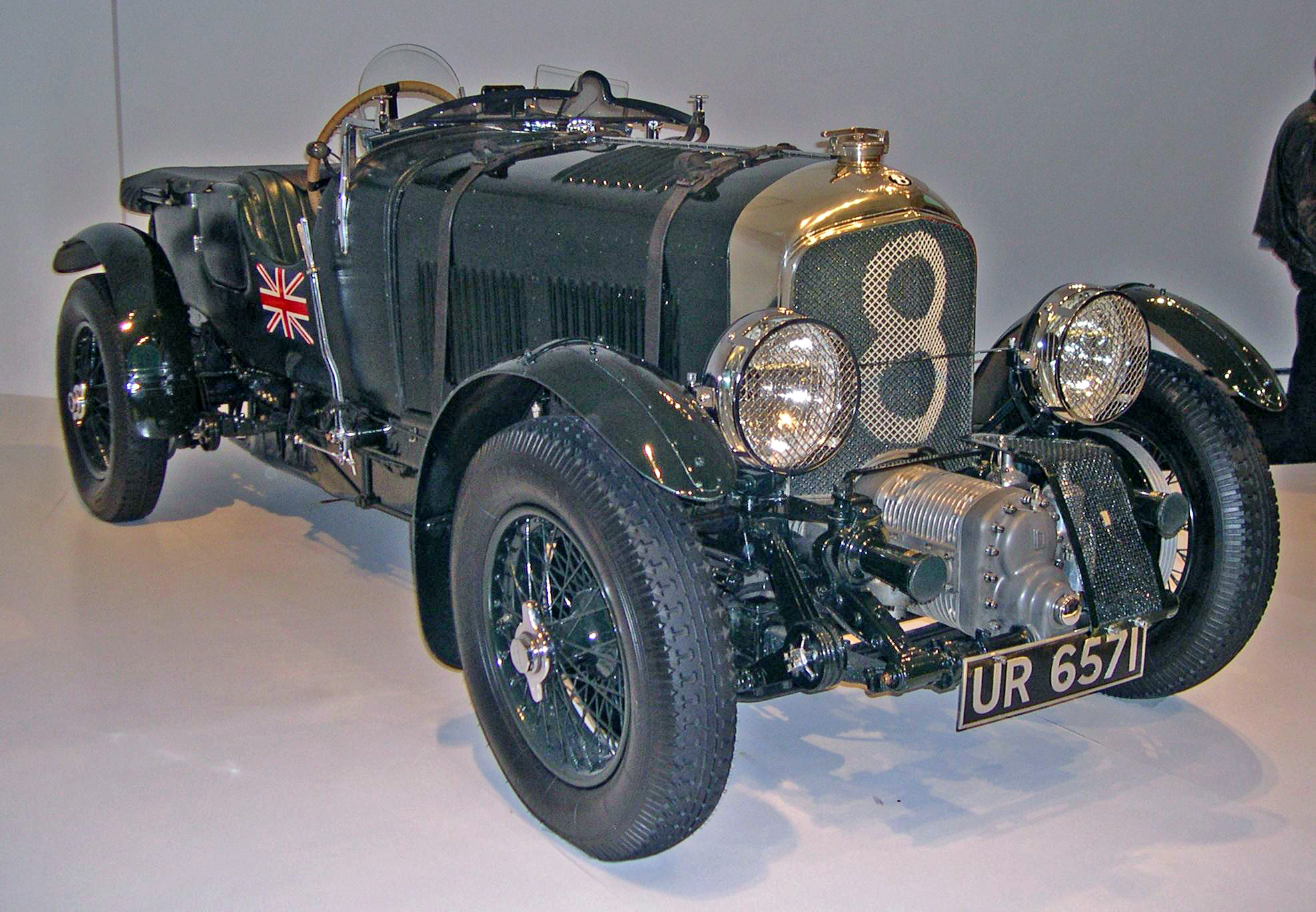
1929 "Blower" Bentley由
雷夫·羅倫收藏

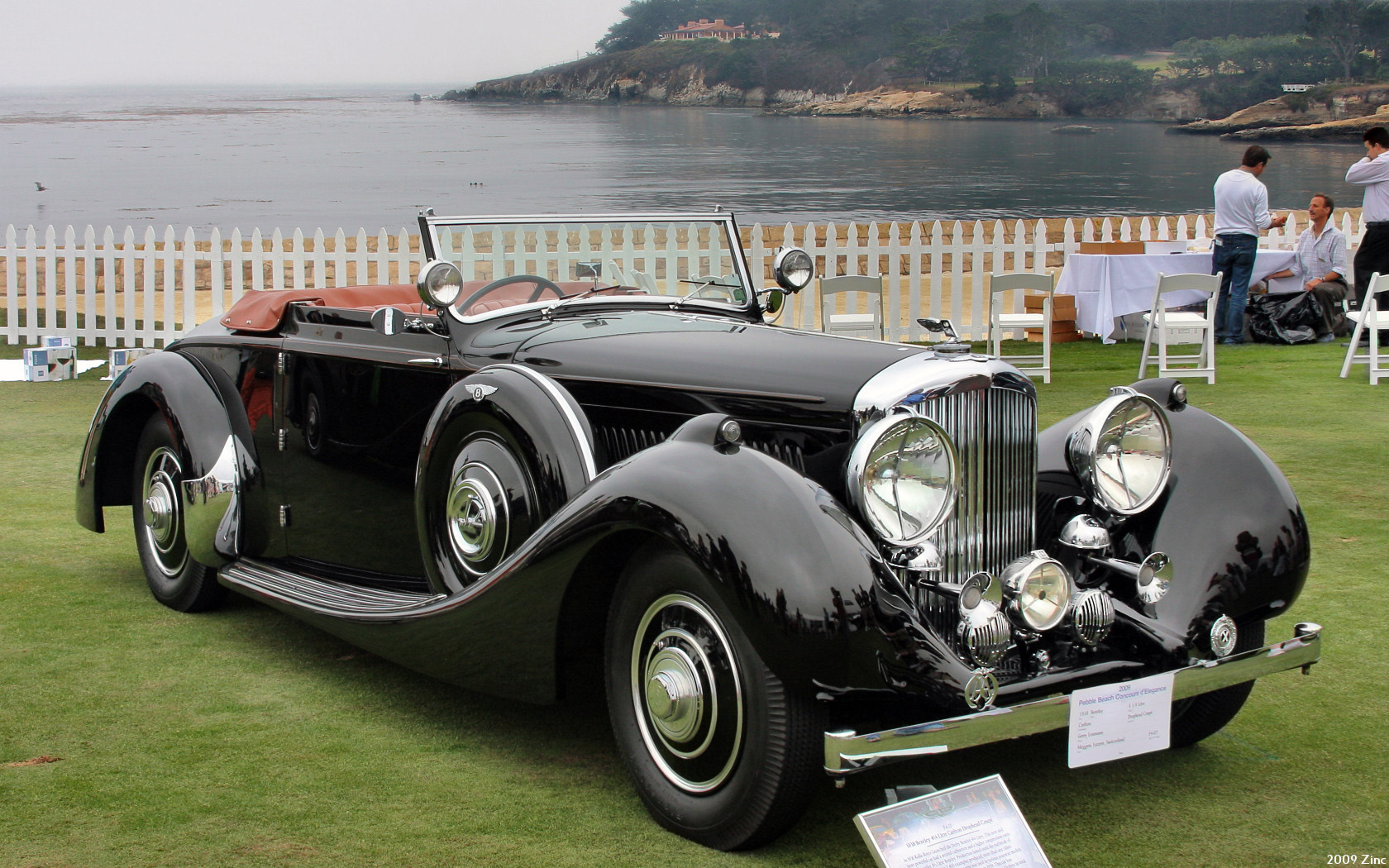
賓利4¼ L

當時在英國有一群富裕的汽車愛好者，他們有個別名叫做「賓利男孩」，就是因為他們對賓利的愛用和狂熱，塑造賓利高速與高貴的品牌形象（這些人分別是伍爾夫·巴納托、巴尼·巴納托、亨利·伯金爵士、George Duller、格倫·基德斯頓、S. C. H.“薩米”戴維斯及达德利·本加菲尔德博士）。當時Barnato駕駛著賓利6.5L和Le Train Bleu火車比賽誰先由戛纳到伦敦，結果他获胜。此後賓利6.5L又稱Blue Train Bentley。
1926年推出的Speed Six不但是當時最快的量產型汽車，更是第一種廠家自稱超級跑車的車型。
多虧那一群車狂駕駛賓利製造的車在全歐洲參賽，這一家座落於Cricklewood的車廠贏得了1927年到1930年連續四年的勒芒24小時耐久賽。當時賓利最大的競爭對手是來自法國的布加迪，兩邊都以製造跑車和賽車聞名，但布加迪強調輕量而賓利卻強調耐久性和鈑件的紮實度。當時最令人印象深刻的車款是；賓利4.5L又稱"Blower Bentley"，因為它車頭那具外露而又相當醒目的機械增壓器非常有特色。但當時真正最出名的賓利車款是具有賽車血統的—賓利6L。它是出現在007原著小說中占士邦所駕駛的車（不過007電影中一次也沒用過賓利的車，但是007电影明日帝国里有出现过）。
賓利先生在1925正式成為公司的主席，他一人掌控所有的經營權，賓利的業務也可謂蒸蒸日上。可是好景不長，經濟大恐慌使得他那昂貴的產品銷售直線下滑。最後在1931年只得將車廠賣給勁敵勞斯萊斯。

### 早期賓利型號
- 1921–1929 3L
- 1926–1930 6½L
  - 1928–1930 Speed Six
- 1926–1930 4½L
  - 1928–1930 Blower
- 1930–1931 8L
- 1931 4L
- 1933–1937 3½L
  - 1936–1939 4¼L
- 1939–1941 Mark V
  - 1939 Corniche

## 與勞斯萊斯合併
勞斯萊斯把所有賓利的車款都併到旗下的型號之中，所以在兩家公司合併之時，勞斯萊斯和賓利除了車頭的標誌不同，其他地方都差不多，而且每一台賓利的定價都比勞斯萊斯便宜。在1980年代時勞斯萊斯決定將賓利回歸比較高性能的路線，產品出現較明顯的區隔，許多車款車頭水箱護罩採用與車身同色而非銀色鍍鉻，上方的B字型飛翼立體雕塑標誌也變成選配，以增加跑車化形象，亦為6.75升V8引擎配上雙渦輪增壓器。賓利在勞斯萊斯旗下時最為人稱道的車款就是Continental。這個車款曾經在1952年到1965年發售，在1992年又重回市場，直到2003年才結束生產，到了福斯集團時代，Continental又再度復興，並成為主力車款。不過在90年代末勞斯萊斯確認將和BMW合併後積極合作，相較之下賓利就一直維持6.75升V8引擎加掛雙渦輪的設定，外觀也沒有很大的改變。
- 1946-1952 Mark VI

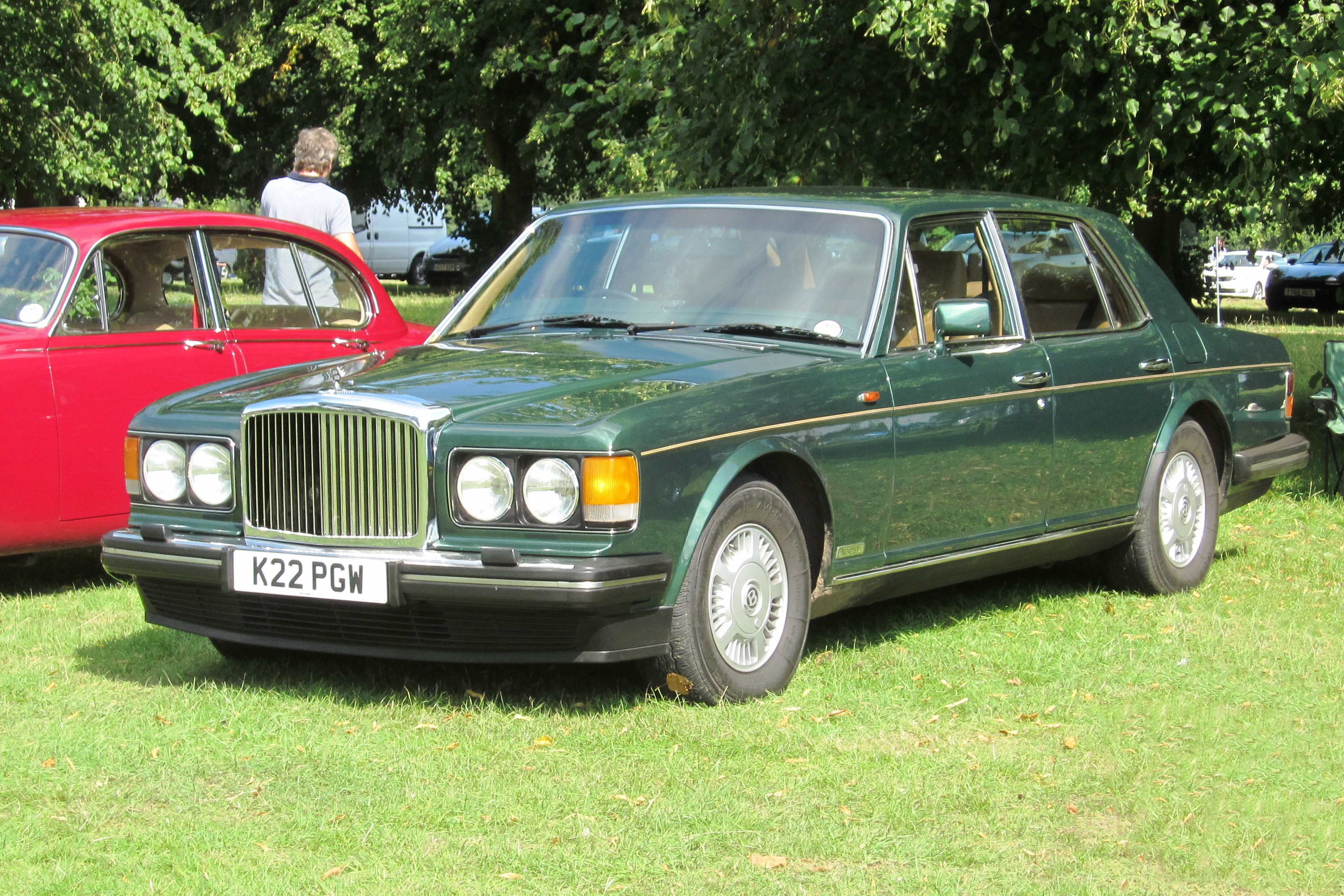
Bentley Mulsanne S

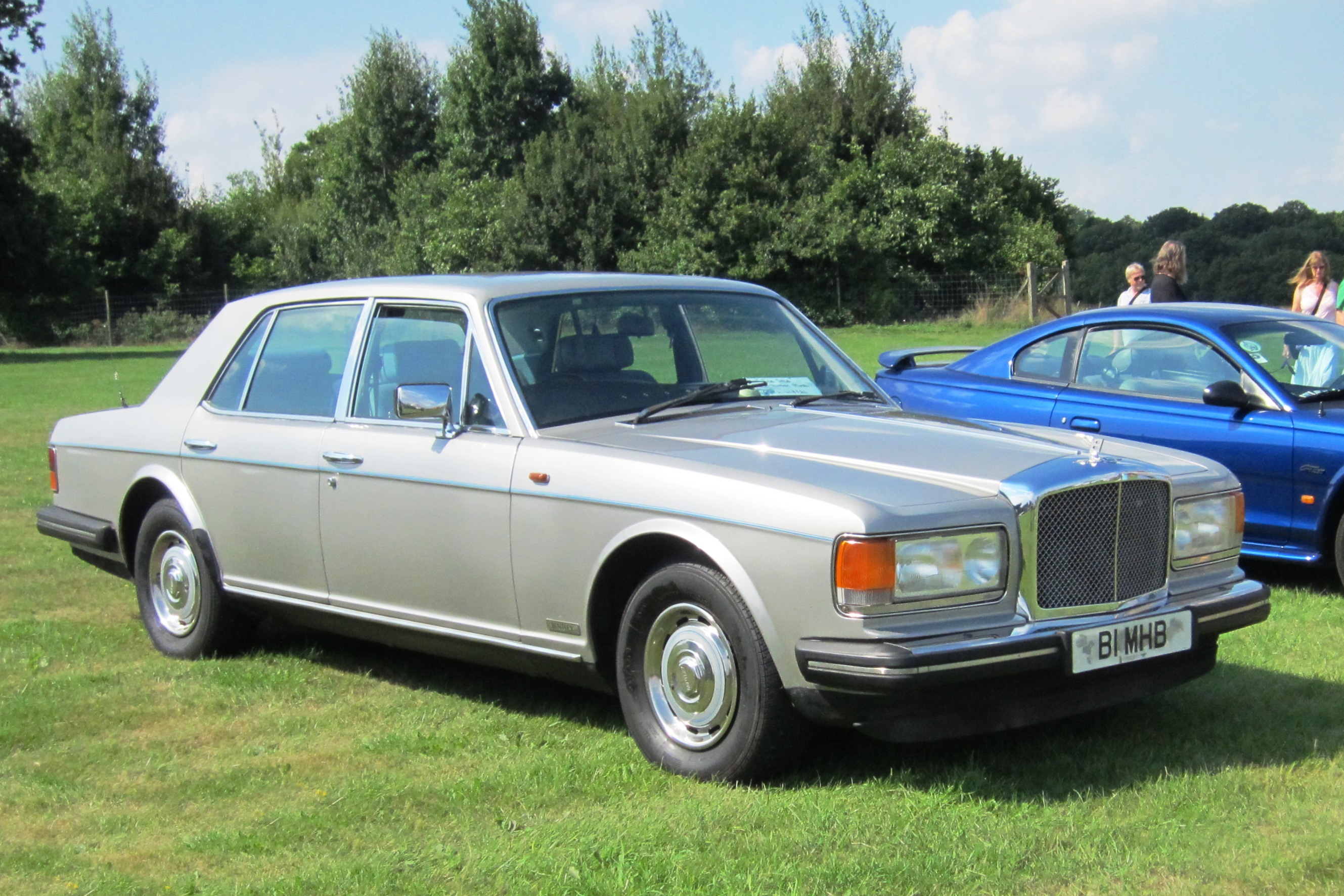
Bentley Eight

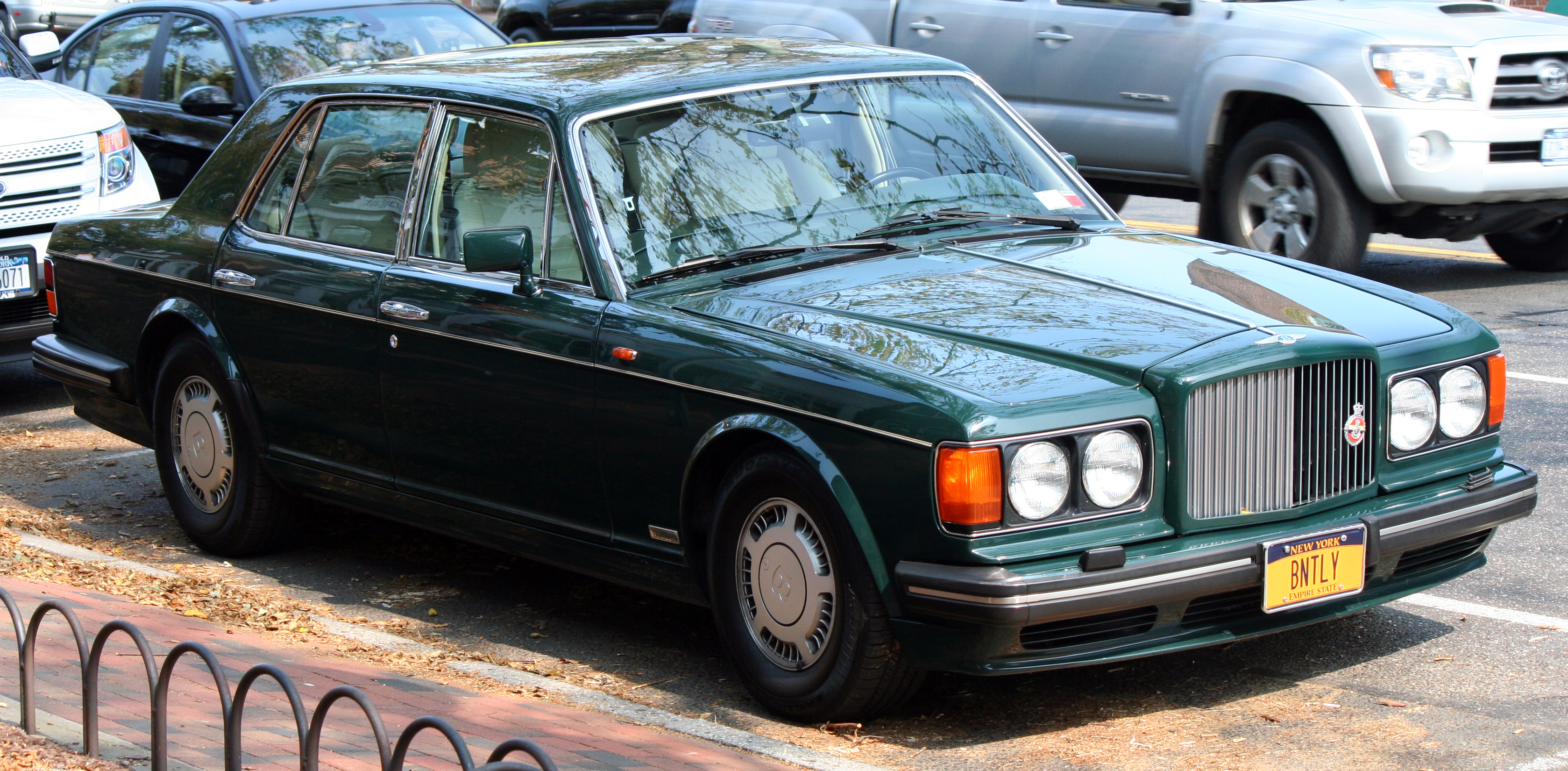
Bentley Turbo R

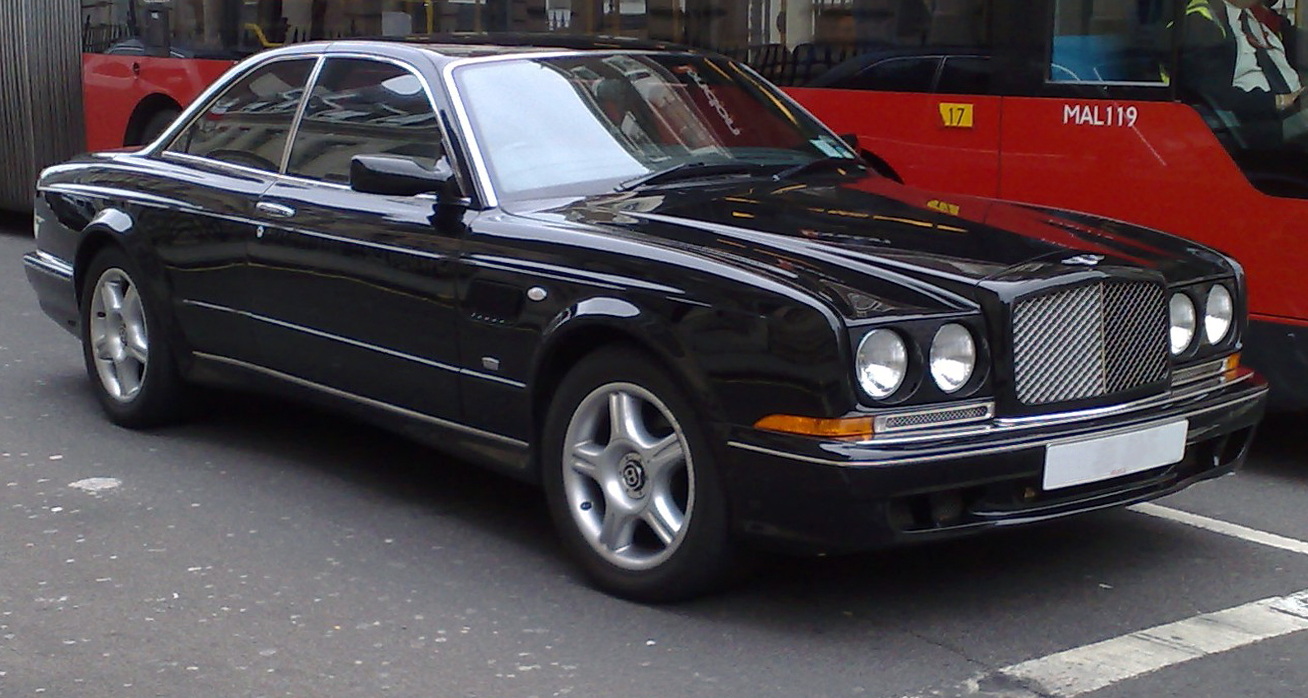
Bentley Continental R Mulliner

- 1952-1955 R Type和Continental
- 1955-1959 S1和Continental
- 1959-1962 S2和Continental
- 1962-1965 S3和Continental
- 1965-1980 T-series
  - 1965-1977 T1
  - 1977-1980 T2
- 1971-1984 Corniche
  - 1984-1995 Continental—敞篷車
    - 1992-1995 Continental Turbo
- 1975-1986 Camargue
- 1980-1987 Mulsanne
  - 1984-1988 Mulsanne L豪華房車
  - 1982-1985 Mulsanne Turbo
  - 1987-1992 Mulsanne S
  - 1984-1992 Eight—低價版本車款
  - 1985-1995 Turbo R—turbocharged性能版本
  - 1991-2002 Continental R—渦輪增壓雙門版
    - 1999-2003 Continental R Mulliner—性能版本
    - 1994-1995 Continental S—中央冷卻器搭載

  - 1992-1998 Brooklands—八缸引擎改良
    - 1996-1998 Brooklands R—Brooklands性能版

  - 1994-1995 Turbo S—限量跑車版
  - 1995-1997 Turbo R—新版Turbo R
    - 1996 Turbo R Sport—限量跑車版

  - 1995-2003 Azure—敞篷版Continental R
    - 1999-2002 Azure Mulliner—性能版本

  - 1996-2002 Continental T—短軸距性能版
    - 1999 Continental T Mulliner—懸吊加強版

  - 1997-1998 Bentley Turbo RT—Turbo R後繼車

## 併入福斯集团

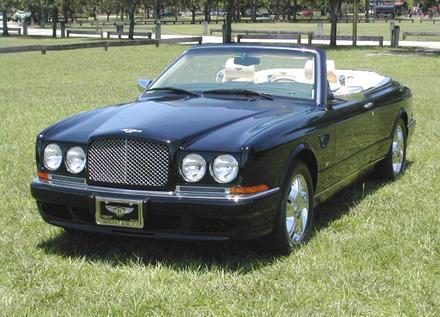
2003 Bentley Azure Mulliner

在1998年勞斯萊斯以及賓利都被大众集团買下，福斯集团擊敗覬覦勞斯萊斯已久的BMW。不過因為自90年代末BMW就一直在供應賓利的V8引擎和勞斯萊斯Silver Seraph的V12引擎零件。所以交易後製造分配不單純，而且福斯集团沒有勞斯萊斯品牌的使用權，因為勞斯萊斯股份公司是其所有者，它卻將品牌使用權賣給了BMW。
BMW和福斯集团最後協議；福斯集团會製造兩個品牌的車直到2002年，而自那之後BMW就可以獨家製造勞斯萊斯的車。而在福斯集团也會逐年減少對BMW供應的零件之依賴。事實上BMW也只會供應零件到2003年。

### 近年賓利型號

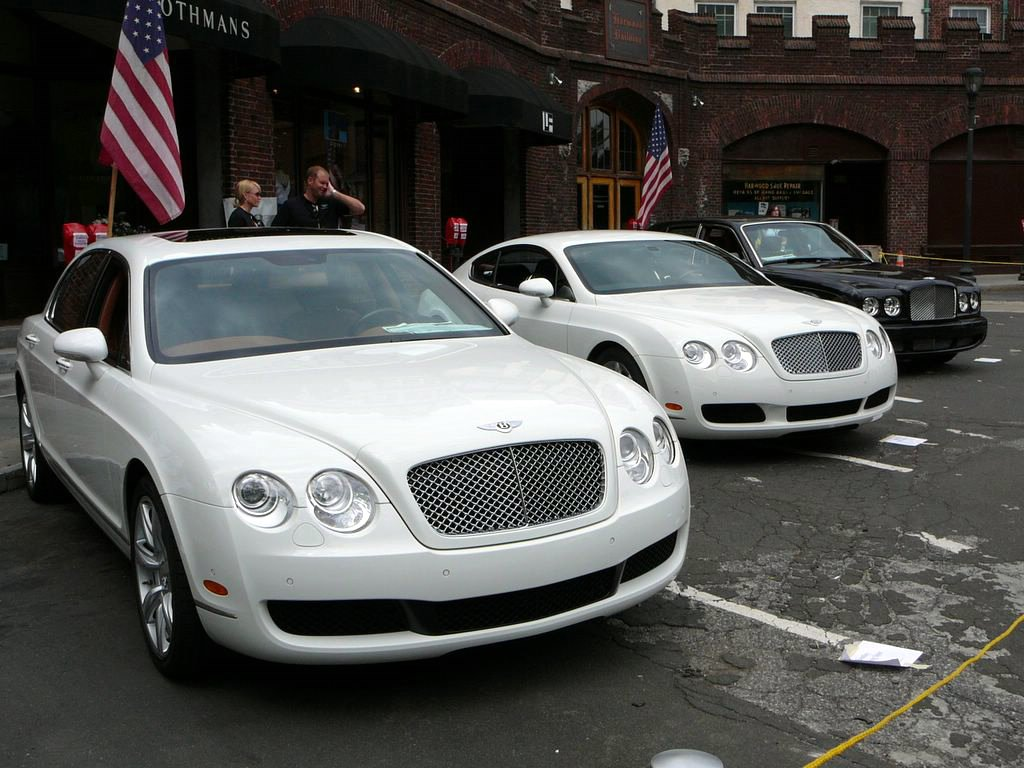
Flying Spur, Continental GT及Arnage

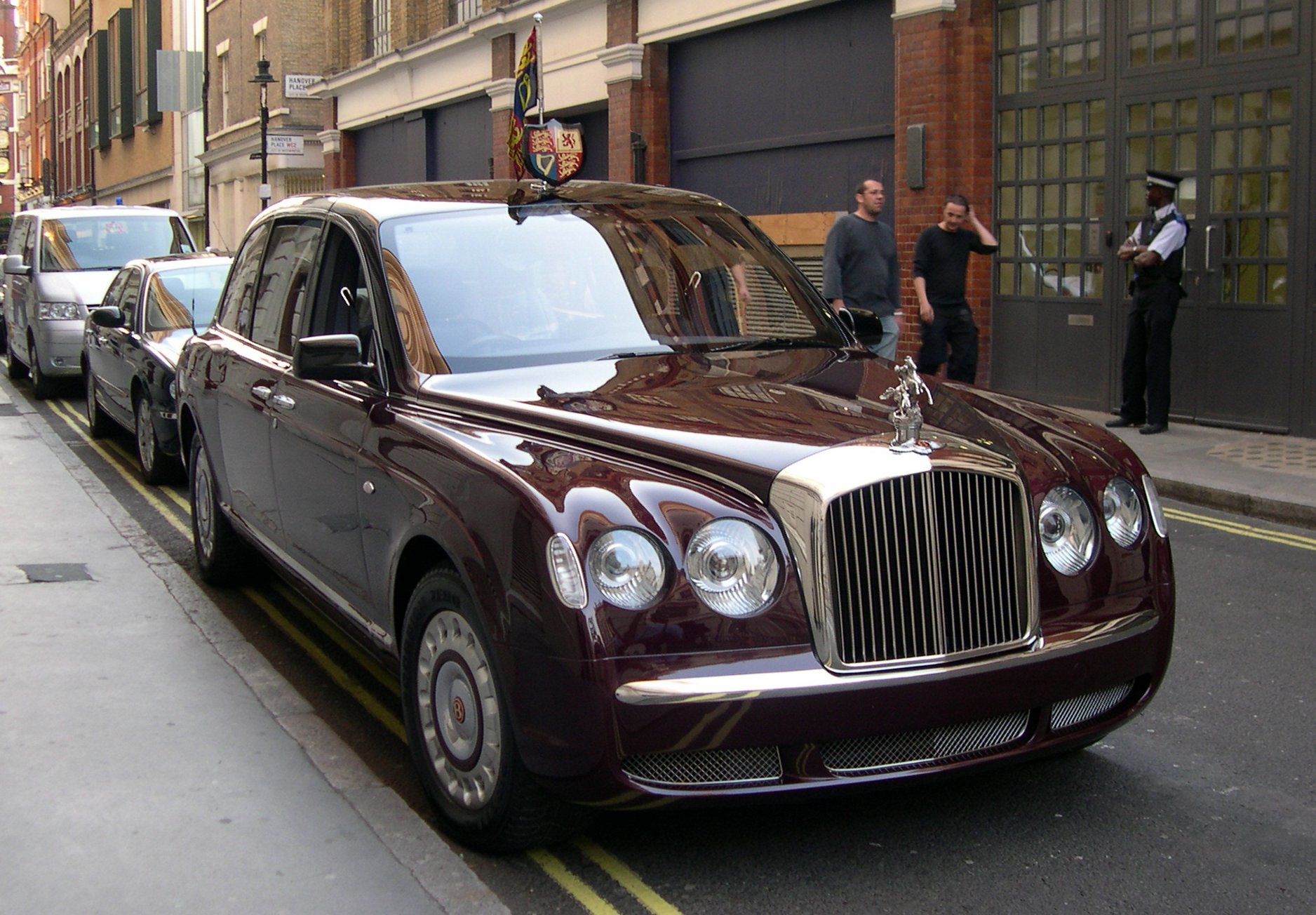
女皇伊麗莎白二世的Bentley State Limousine

在2002年賓利贈送予女皇伊麗莎白二世的Bentley State Limousine是為了紀念她登基50週年，車頭水箱護罩上方加上英國王室專用的聖喬治屠龍立體雕塑徽章，而此車也取代原本的勞斯萊斯幽靈六世成為她的座車，女王也未再購買新型勞斯萊斯Phantom當座車。在2003年賓利的雙門 GT車Azure停產。而賓利Continental GT發表，這是一台雙門 GT跑車，它是福斯集团入主賓利之後的代表作，引擎是與奧迪A8和福斯集团輝騰6.0版共用的6.0升W12引擎，不過加上了雙渦輪，馬力高達552匹，極速直逼320KM/H，此車搭載的6速Tiptronics變速箱和4Motion四輪傳動系統都是福斯集团自豪的科技。此車也成為賓利當今的主力銷售車款，也是有史以來最便宜的賓利。在1998年福斯集团入主賓利到Continental GT發表前；Azure和Arnage車系都是使用早期的雙渦輪6.75升V8引擎。
在2005年福斯集团發表Continental Flying Spur，是一部長5.3米的豪華房車，動力諸元和Continental GT依樣，但此車底盤和福斯集团輝騰共用，生產線也是在德國狼堡的輝騰專屬生產線，可謂是輝騰的雙生車。2006敞篷版的Continental GT發表，福斯集团期望借Continental系列提升整體銷售。而自2003停產的Azure也恢復銷售，不過只產有敞篷雙門版，搭載早期的雙渦輪6.75升V8引擎。
- 1998– Arnage
- 1999– Hunaudieres概念車
- 2002– State Limousine
- 2003– Continental GT
- 2005– Continental Flying Spur
- 2006– Azure敞篷
- 2006– Continental GTC敞篷
- 2009- Bentley Mulsanne配搭6.75 L V8

### 近年競賽成績

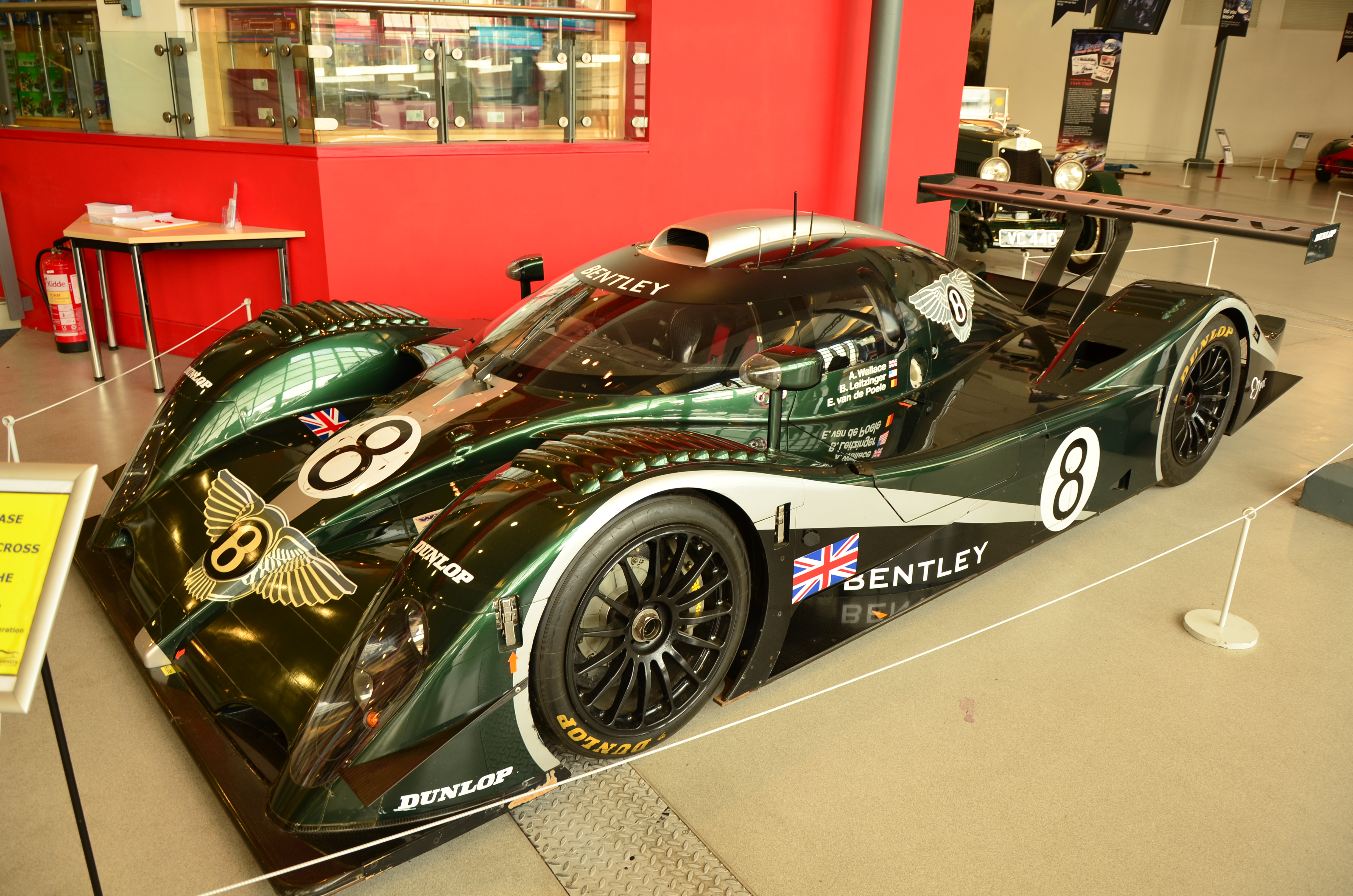
Speed 8

賓利在2003年以Speed 8再度奪得利曼24小時耐力賽冠軍，賓利自2001參賽，3年內就奪冠，實力驚人，不過也是自2003年起賓利就不再參賽。其實這部車是福斯集團為其設計的，使用Audi 4.0 liter 90-degree V8引擎。

### 併入福士集團旗下的子公司奧迪
2020年12月，奧迪的母公司福斯集團旗下品牌以紛紛發展電氣化道路，為了重整品牌業務，福斯在2020年末宣布「Together 2025+」的計畫，從2021年開始的未來兩年，將固定成本降低5％、材料成本降低7％，並於2025年前賣出100萬輛的電動車。為了達到更好的生產效益，福斯集團宣佈奧迪將從2021年3月1日開始接管賓利的管理，將使兩家公司能夠更好地協調其未來的電氣化工作，賓利可使用更多來自於奧迪所開發的技術與平台。

## 外部連結
- 賓利官網 （页面存档备份，存于）